# 1. Fußball-Club Saarbrücken 2011-2012
Questa voce raccoglie le informazioni riguardanti il 1. Fußball-Club Saarbrücken nelle competizioni ufficiali della stagione 2011-2012.

## Stagione
Nella stagione 2011-2012 il Saarbrücken, allenato da Jürgen Luginger, concluse il campionato di 3. Liga al 10º posto. In Coppa di Germania il Saarbrücken fu eliminato al primo turno dall'Erzgebirge Aue.

## Rosa
| N. |                     | Ruolo | Calciatore       |
| -- | ------------------- | ----- | ---------------- |
| 1  | Albania (bandiera)  | P     | Enver Marina     |
| 2  | Canada (bandiera)   | D     | Adam Straith     |
| 3  | Germania (bandiera) | D     | Lukas Kohler     |
| 4  | Germania (bandiera) | D     | Kai Gehring      |
| 5  | Germania (bandiera) | D     | Martin Forkel    |
| 6  | Germania (bandiera) | C     | Christian Eggert |
| 7  | Germania (bandiera) | C     | Sven Sökler      |
| 8  | Germania (bandiera) | C     | Tim Kruse        |
| 9  | Italia (bandiera)   | A     | Giuseppe Pisano  |
| 10 | Germania (bandiera) | C     | Marius Laux      |
| 11 | Germania (bandiera) | A     | Markus Fuchs     |
| 13 | Turchia (bandiera)  | C     | Ufuk Özbek       |
| 14 | Germania (bandiera) | A     | Johannes Wurtz   |
| 15 | Germania (bandiera) | C     | Markus Pazurek   |

| N. |                     | Ruolo | Calciatore         |
| -- | ------------------- | ----- | ------------------ |
| 16 | Togo (bandiera)     | C     | Moustapha Salifou  |
| 17 | Germania (bandiera) | D     | Alexander Otto     |
| 18 | Germania (bandiera) | C     | Stephan Sieger     |
| 19 | Germania (bandiera) | D     | Marc Lerandy       |
| 20 | Germania (bandiera) | C     | Abdul Kizmaz       |
| 21 | Germania (bandiera) | C     | Yannick Bach       |
| 22 | Germania (bandiera) | C     | Manuel Stiefler    |
| 24 | Germania (bandiera) | P     | Andy Hubert        |
| 26 | Germania (bandiera) | P     | Maximilian Böhmann |
| 27 | Germania (bandiera) | A     | Felix Dausend      |
| 30 | Germania (bandiera) | C     | Philipp Hoffmann   |
| 38 | Germania (bandiera) | A     | Marcel Ziemer      |
|    | Germania (bandiera) | C     | Thomas Will        |

## Organigramma societario
Area tecnica
- Allenatore: Jürgen Luginger
- Allenatore in seconda: Andreas Fellhauer
- Preparatore dei portieri: Heinz Böhmann
- Preparatori atletici:

## Calciomercato

### Sessione estiva
| Acquisti | Acquisti         | Acquisti             | Acquisti |
| R.       | Nome             | da                   | Modalità |
| -------- | ---------------- | -------------------- | -------- |
| C        | Christian Eggert | Borussia Dortmund II |          |
| C        | Philipp Hoffmann | Saarbrücken U19      |          |
| C        | Tim Kruse        | RW Oberhausen        |          |
| C        | Marius Laux      | Kickers Offenbach    |          |
| C        | Markus Pazurek   | Monaco 1860 II       |          |
| C        | Sven Sökler      | Darmstadt            |          |
| A        | Johannes Wurtz   | Saarbrücken U19      |          |
| A        | Marcel Ziemer    | Wehen Wiesbaden      |          |

| Cessioni | Cessioni          | Cessioni               | Cessioni |
| R.       | Nome              | a                      | Modalità |
| -------- | ----------------- | ---------------------- | -------- |
| D        | Christoph Buchner | Lustenau 07            |          |
| A        | Sven Krause       | Paderborn              |          |
| D        | Marcus Mann       | Wehen Wiesbaden        |          |
| A        | Marcel Schug      | Elversberg             |          |
| C        | Manuel Zeitz      | Norimberga             |          |
| C        | Nico Zimmermann   | Eintracht Braunschweig |          |
| D        | Jonathan Zydko    | Käerjeng 97            |          |

### Sessione invernale
| Acquisti | Acquisti     | Acquisti        | Acquisti |
| R.       | Nome         | da              | Modalità |
| -------- | ------------ | --------------- | -------- |
| D        | Adam Straith | Energie Cottbus |          |

| Cessioni | Cessioni   | Cessioni             | Cessioni |
| R.       | Nome       | a                    | Modalità |
| -------- | ---------- | -------------------- | -------- |
| C        | Nabil Dafi | Borussia Neunkirchen |          |

## Risultati

### 3. Liga

#### Girone di andata
| Arbitro: | Leicher |

|           |           |             |
| Fuchs 40’ | Marcatori | 44’ Richter |

| Oberhausen 2 agosto 2011, ore 19:00 CEST 2ª giornata | RW Oberhausen | 0 – 0 referto | Saarbrücken | Niederrheinstadion (4 579 spett.)\| Arbitro: \| Petersen \| |
| Arbitro:                                             | Petersen      |               |             |                                                             |

| Arbitro: | Seidel |

|                             |           |           |
| Sieger 25’ (rig.) Wurtz 60’ | Marcatori | 10’ Šimák |

| Arbitro: | Schriever |

|            |           |                                |
| Müller 42’ | Marcatori | 4’ Sökler 66’ Laux 88’ Gehring |

| Arbitro: | Siewer |

|                    |           |  |
| Ziemer 3’ Laux 90’ | Marcatori |  |

| Arbitro: | Stein |

|            |           |            |
| Rathgeb 9’ | Marcatori | 44’ Sieger |

| Arbitro: | Winkmann |

|                        |           |                     |
| Sökler 31’ (rig.), 41’ | Marcatori | 53’ Hudec 58’ Kampl |

| Arbitro: | Unger |

|            |           |           |
| Schulz 49’ | Marcatori | 9’ Ziemer |

| Arbitro: | Blos |

|                                    |           |  |
| Wurtz 22’, 83’ Eggert 65’ Laux 79’ | Marcatori |  |

| Arbitro: | Steinhaus-Webb |

|  |           |                                                |
|  | Marcatori | 35’ Stiefler 45’ Gehring 66’ Eggert 72’ Forkel |

| Arbitro: | Stegemann |

|                     |           |            |
| Ziemer 23’ Laux 32’ | Marcatori | 24’ Janjić |

| Arbitro: | Zwayer |

|                                                   |           |           |
| Schweinsteiger 36’ (rig.), 57’ Klauß 66’ Kurz 74’ | Marcatori | 30’ Kruse |

| Arbitro: | Kempter |

|  |           |                                        |
|  | Marcatori | 10’ Oumari 81’ (rig.) Pfingsten-Reddig |

| Arbitro: | Stieler |

|                      |           |  |
| Adler 22’ Brucia 73’ | Marcatori |  |

| Arbitro: | Beitinger |

|            |           |           |
| Löning 15’ | Marcatori | 90’ Özbek |

| Arbitro: | Kampka |

|                 |           |                           |
| Pisano 30’, 87’ | Marcatori | 67’ N'Diaye 86’ Vujanović |

| Arbitro: | Stark |

|                  |           |          |
| Tausendpfund 25’ | Marcatori | 39’ Laux |

| Arbitro: | Schriever |

|                          |           |              |
| Ziemer 15’ Laux 24’, 44’ | Marcatori | 85’ Husterer |

| Arbitro: | Schmickartz |

|                                           |           |                     |
| Thiel 32’ Krontiris 78’ (rig.) Yılmaz 87’ | Marcatori | 10’ Sökler 39’ Laux |

#### Girone di ritorno
| Arbitro: | Brand |

|                                            |           |                      |
| Ziemer 45’ Wurtz 51’, 57’, 77’ Salifou 82’ | Marcatori | 3’ Klinger 72’ Brown |

| Arbitro: | Steinberg |

|               |           |  |
| Wachsmuth 81’ | Marcatori |  |

| Arbitro: | Valentin |

|              |           |            |
| Pichinot 78’ | Marcatori | 33’ Ziemer |

| Arbitro: | Ittrich |

|                               |           |                          |
| Sieger 22’ (rig.), 80’ (rig.) | Marcatori | 5’ Makarenko 8’ Prochnow |

| Arbitro: | Rohde |

|                       |           |                              |
| Kroos 12’, 18’ (rig.) | Marcatori | 62’ Eggert 70’ (rig.) Sieger |

| Saarbrücken 11 febbraio 2012, ore 14:00 CET 25ª giornata | Saarbrücken | 0 – 0 referto | Stoccarda II | Ludwigsparkstadion (3 454 spett.)\| Arbitro: \| Gerach \| |
| Arbitro:                                                 | Gerach      |               |              |                                                           |

| Arbitro: | Perl |

|                        |           |  |
| Hudec 20’ Hennings 50’ | Marcatori |  |

| Arbitro: | Siebert |

|                                   |           |                         |
| Ziemer 11’, 57’, 64’ Stiefler 25’ | Marcatori | 52’ Herröder 76’ Kister |

| Arbitro: | Wingenbach |

|             |           |  |
| Gaebler 82’ | Marcatori |  |

| Arbitro: | Stein |

|                     |           |                                          |
| Wurtz 7’ Ziemer 81’ | Marcatori | 20’, 52’ Hille 63’ Heithölter 84’ Schütz |

| Arbitro: | Jablonski |

|                               |           |                     |
| Janjić 25’, 65’ Wohlfarth 37’ | Marcatori | 24’ Laux 64’ Eggert |

| Arbitro: | Dankert |

|              |           |  |
| Stiefler 61’ | Marcatori |  |

| Arbitro: | Kunzmann |

|             |           |           |
| Drexler 79’ | Marcatori | 31’ Wurtz |

| Saarbrücken 7 aprile 2012, ore 14:00 CEST 33ª giornata | Saarbrücken | 0 – 0 referto | Wacker Burghausen | Ludwigsparkstadion (3 878 spett.)\| Arbitro: \| Thomsen \| |
| Arbitro:                                               | Thomsen     |               |                   |                                                            |

| Arbitro: | Blos |

|                       |           |            |
| Laux 15’ Stiefler 43’ | Marcatori | 52’ Öztürk |

| Arbitro: | Göpferich |

|             |           |  |
| Siegert 52’ | Marcatori |  |

| Saarbrücken 21 aprile 2012, ore 14:00 CEST 36ª giornata | Saarbrücken | 0 – 0 referto | Heidenheim | Ludwigsparkstadion (3 019 spett.)\| Arbitro: \| Brand \| |
| Arbitro:                                                | Brand       |               |            |                                                          |

| Arbitro: | Kampka |

|                        |           |                               |
| Hesse 24’ Husterer 85’ | Marcatori | 9’ Kohler 69’ Sökler 88’ Laux |

| Arbitro: | Osmers |

|                                             |           |                         |
| Wurtz 34’ Stiefler 37’ Özbek 38’ Ziemer 49’ | Marcatori | 26’ Prokoph 74’ Haberer |

### Coppa di Germania
| Arbitro: | Willenborg |

|             |           |                                                  |
| Lerandy 78’ | Marcatori | 35’ (rig.) Paulus 100’ Hochscheidt 119’ Könnecke |

## Statistiche

### Statistiche di squadra
| Competizione      | Punti | In casa | In casa | In casa | In casa | In casa | In casa | In trasferta | In trasferta | In trasferta | In trasferta | In trasferta | In trasferta | Totale | Totale | Totale | Totale | Totale | Totale | DR  |
| Competizione      | Punti | G       | V       | N       | P       | Gf      | Gs      | G            | V            | N            | P            | Gf           | Gs           | G      | V      | N      | P      | Gf     | Gs     | DR  |
| ----------------- | ----- | ------- | ------- | ------- | ------- | ------- | ------- | ------------ | ------------ | ------------ | ------------ | ------------ | ------------ | ------ | ------ | ------ | ------ | ------ | ------ | --- |
| 3. Liga           | 54    | 19      | 10      | 7       | 2       | 38      | 23      | 19           | 3            | 8            | 8            | 23           | 28           | 38     | 13     | 15     | 10     | 61     | 51     | +10 |
| Coppa di Germania | -     | 1       | 0       | 0       | 1       | 1       | 3       | 0            | 0            | 0            | 0            | 0            | 0            | 1      | 0      | 0      | 1      | 1      | 3      | -2  |
| Totale            | 54    | 20      | 10      | 7       | 3       | 39      | 26      | 19           | 3            | 8            | 8            | 23           | 28           | 39     | 13     | 15     | 11     | 62     | 54     | +8  |

### Andamento in campionato
| Giornata  | 1 | 2  | 3 | 4 | 5 | 6 | 7 | 8 | 9 | 10 | 11 | 12 | 13 | 14 | 15 | 16 | 17 | 18 | 19 | 20 | 21 | 22 | 23 | 24 | 25 | 26 | 27 | 28 | 29 | 30 | 31 | 32 | 33 | 34 | 35 | 36 | 37 | 38 |
| --------- | - | -- | - | - | - | - | - | - | - | -- | -- | -- | -- | -- | -- | -- | -- | -- | -- | -- | -- | -- | -- | -- | -- | -- | -- | -- | -- | -- | -- | -- | -- | -- | -- | -- | -- | -- |
| Luogo     | C | T  | C | T | C | T | C | T | C | T  | C  | T  | C  | T  | T  | C  | T  | C  | T  | C  |    | T  | C  | T  | C  | T  | C  | T  | C  | T  | C  | T  | C  | C  | T  | C  | T  | C  |
| Risultato | N | N  | V | V | V | N | N | N | V | V  | V  | P  | P  | P  | N  | N  | N  | V  | P  | V  |    | N  | N  | N  | N  | P  | V  | P  | P  | P  | V  | N  | N  | V  | P  | N  | V  | V  |
| Posizione | 8 | 14 | 9 | 4 | 3 | 3 | 3 | 4 | 2 | 1  | 1  | 2  | 3  | 5  | 3  | 3  | 4  | 3  | 3  | 3  | 4  | 4  | 6  | 6  | 7  | 10 | 8  | 9  | 9  | 11 | 9  | 9  | 9  | 9  | 10 | 10 | 10 | 10 |

Legenda:

Luogo: C = Casa; T = Trasferta. Risultato: V = Vittoria; N = Pareggio; P = Sconfitta.

### Statistiche dei giocatori
| Giocatore   | 3. Liga  | 3. Liga | 3. Liga     | 3. Liga    | Coppa di Germania | Coppa di Germania | Coppa di Germania | Coppa di Germania | Totale   | Totale | Totale      | Totale     |
| Giocatore   | Presenze | Reti    | Ammonizioni | Espulsioni | Presenze          | Reti              | Ammonizioni       | Espulsioni        | Presenze | Reti   | Ammonizioni | Espulsioni |
| ----------- | -------- | ------- | ----------- | ---------- | ----------------- | ----------------- | ----------------- | ----------------- | -------- | ------ | ----------- | ---------- |
| Y. Bach     | 6        | 0       | 0           | 0          | 0                 | 0                 | 0                 | 0                 | 6        | 0      | 0           | 0          |
| M. Böhmann  | 0        | 0       | 0           | 0          | 0                 | 0                 | 0                 | 0                 | 0        | 0      | 0           | 0          |
| F. Dausend  | 0        | 0       | 0           | 0          | 0                 | 0                 | 0                 | 0                 | 0        | 0      | 0           | 0          |
| C. Eggert   | 36       | 4       | 5           | 0          | 1                 | 0                 | 1                 | 0                 | 37       | 4      | 6           | 0          |
| M. Forkel   | 34       | 1       | 5           | 1          | 1                 | 0                 | 1                 | 0                 | 35       | 1      | 6           | 1          |
| M. Fuchs    | 14       | 1       | 0           | 0          | 1                 | 0                 | 0                 | 0                 | 15       | 1      | 0           | 0          |
| K. Gehring  | 20       | 2       | 6           | 0          | 1                 | 0                 | 0                 | 0                 | 21       | 2      | 6           | 0          |
| P. Hoffmann | 1        | 0       | 0           | 0          | 0                 | 0                 | 0                 | 0                 | 1        | 0      | 0           | 0          |
| A. Hubert   | 0        | 0       | 0           | 0          | 0                 | 0                 | 0                 | 0                 | 0        | 0      | 0           | 0          |
| A. Kizmaz   | 5        | 0       | 0           | 0          | 0                 | 0                 | 0                 | 0                 | 5        | 0      | 0           | 0          |
| L. Kohler   | 23       | 1       | 4           | 0          | 0                 | 0                 | 0                 | 0                 | 23       | 1      | 4           | 0          |
| T. Kruse    | 33       | 1       | 10          | 1          | 1                 | 0                 | 1                 | 0                 | 34       | 1      | 11          | 1          |
| M. Laux     | 37       | 11      | 3           | 0          | 1                 | 0                 | 0                 | 0                 | 38       | 11     | 3           | 0          |
| M. Lerandy  | 38       | 0       | 2           | 0          | 1                 | 1                 | 0                 | 0                 | 39       | 1      | 2           | 0          |
| E. Marina   | 38       | 0       | 2           | 0          | 1                 | 0                 | 1                 | 0                 | 39       | 0      | 3           | 0          |
| A. Otto     | 0        | 0       | 0           | 0          | 0                 | 0                 | 0                 | 0                 | 0        | 0      | 0           | 0          |
| M. Pazurek  | 12       | 0       | 3           | 0          | 0                 | 0                 | 0                 | 0                 | 12       | 0      | 3           | 0          |
| G. Pisano   | 15       | 2       | 2           | 0          | 0                 | 0                 | 0                 | 0                 | 15       | 2      | 2           | 0          |
| M. Salifou  | 11       | 1       | 1           | 0          | 0                 | 0                 | 0                 | 0                 | 11       | 1      | 1           | 0          |
| S. Sieger   | 35       | 5       | 5           | 0          | 1                 | 0                 | 0                 | 0                 | 36       | 5      | 5           | 0          |
| M. Stiefler | 30       | 5       | 7           | 0          | 1                 | 0                 | 0                 | 0                 | 31       | 5      | 7           | 0          |
| A. Straith  | 14       | 0       | 1           | 0          | 0                 | 0                 | 0                 | 0                 | 14       | 0      | 1           | 0          |
| S. Sökler   | 33       | 5       | 6           | 0          | 1                 | 0                 | 0                 | 0                 | 34       | 5      | 6           | 0          |
| T. Will     | 0        | 0       | 0           | 0          | 0                 | 0                 | 0                 | 0                 | 0        | 0      | 0           | 0          |
| J. Wurtz    | 36       | 9       | 3           | 0          | 1                 | 0                 | 0                 | 0                 | 37       | 9      | 3           | 0          |
| M. Ziemer   | 31       | 11      | 7           | 0          | 1                 | 0                 | 0                 | 0                 | 32       | 11     | 7           | 0          |
| U. Özbek    | 21       | 2       | 0           | 1          | 1                 | 0                 | 0                 | 0                 | 22       | 2      | 0           | 1          |